# Davissee
Koordinaten: 66° 0′ S, 92° 0′ O
Die Davissee, auch bekannt als Davis-Meer, ist ein Abschnitt des Südlichen Ozeans vor der Küste des antarktischen Königin-Marie-Lands, zwischen dem West-Schelfeis und dem Shackleton-Schelfeis. Die Davis-See grenzt im Westen (81°40'O) an die Kooperationssee und im Osten (95°35'O) an die Mawsonsee.
Entdeckt wurde es im November 1912 im Rahmen der Australasiatischen Antarktisexpedition (1911–1914) unter der Leitung des australischen Polarforschers Douglas Mawson. Benannt ist es nach dem australischen Navigator John King Davis (1884–1967), dem Kapitän des Schiffs Aurora bei dieser Forschungsreise. An der Festlandküste der Davissee befindet sich die russische Mirny-Station.